# Ashendon
Ashendon est une paroisse civile et un village du Buckinghamshire, en Angleterre. Le village est situé à environ 15 km à l'ouest de Aylesbury and 11 km au nord de Thame.
Le toponyme est dérivé d'un mot de vieil anglais signifiant « colline couverte de frênes ». Le Domesday Book de 1086 mentionne le village comme étant la propriété de la famille Grenville ; il s'appelait alors Assedune, et avait une population de 13 foyers. Le nom original fait référence au fait qu'à l'époque saxonne, cette région était boisée et servait de terrain de chasse au roi.
Plus récemment, le manoir d'Ashendon est passé aux mains du marquis de Buckingham.
La paroisse civile d'Ashendon inclut les hameaux d'Upper Pollicott et de Lower Pollicott. Les noms de ces hameaux dérivent du nom anglo-saxon « Pol's Cottage ».
Dans un passé moins lointain, Ashendon était un village entièrement agricole et, à l'heure actuelle, il y a encore beaucoup d'activités agricoles dans le village. Cependant, certaines fermes ont été transformées en résidences privées, le meilleur exemple étant Ashendon Farm et ses granges. Bien qu'Ashendon soit un petit village, comparé à de nombreux villages voisins du Buckinghamshire, il dispose d'un pub, d'un terrain de jeu, d'une église et d'un club social prospère.
Le village comprend 12 bâtiments classés, dont l'église Sainte-Marie.
À 1,5 km au sud-ouest du village, près de Lower Pollicott, sur la ligne de train Chiltern Main Line (en) entre Princes Risborough (en) et Bicester North (en), se trouve le site de l'ancien raccordement d'Ashendon (en), qui était un saut-de-mouton élaboré pour un aiguillage à grande vitesse vers la liaison aujourd'hui démantelée avec la Great Central Main Line au raccordement de Grendon Underwood. Autrefois, cet itinéraire était emprunté par des trains express entre Londres Marylebone, Leicester et Sheffield.